# Sharon (Nueva York)
Sharon es un pueblo ubicado en el condado de Schoharie en el estado estadounidense de Nueva York. En el año 2000 tenía una población de 1,843 habitantes y una densidad poblacional de 18 personas por km².

## Geografía
Sharon se encuentra ubicado en las coordenadas 42°46′13″N 74°36′8″O / 42.77028, -74.60222.

## Demografía
Según la Oficina del Censo en 2000 los ingresos medios por hogar en la localidad eran de $36,413, y los ingresos medios por familia eran $40,417. Los hombres tenían unos ingresos medios de $31,167 frente a los $25,972 para las mujeres. La renta per cápita para la localidad era de $18,639. Alrededor del 15.1% de la población estaban por debajo del umbral de pobreza.